# Alen Simonian
Alen Simonian (orm. Ալեն Սիմոնյան; ur. 5 stycznia 1980 w Erywaniu) – ormiański polityk, przewodniczący Zgromadzenia Narodowego Armenii od 2 sierpnia 2021, pełniący obowiązki prezydenta Armenii od 1 lutego do 13 marca 2022.               